# Miss Italia nel mondo 2010
La ventesima edizione di Miss Italia nel mondo si è svolta presso il "Palazzo del Turismo" di Jesolo il 30 giugno 2010 ed è stata condotta da Massimo Giletti e Cristina Chiabotto. Vincitrice del concorso è risultata essere la dominicana Kimberly Castillo Mota.

## Piazzamenti
| Risultato finale           | Concorrente                                      |
| -------------------------- | ------------------------------------------------ |
| Miss Italia nel mondo 2010 | - Repubblica Dominicana - Kimberly Castillo Mota |
| 2ª classificata            | - Germania - Giuseppina Cannella                 |
| 3ª classificata            | - Brasile - Amazzonia - Esmeralda Yaniche        |

## Giuria
- Mara Venier
- Luca Toni
- Andrea Bargnani
- Daniele Pecci
- Sergio Múñiz
- Biagio Izzo

## Ascolti
| Serata         | Spettatori | Share  | Fonte |
| -------------- | ---------- | ------ | ----- |
| 30 giugno 2010 | 3.520.000  | 18,71% | [ 2 ] |